# Nova Suàbia

Motiu d'una medalla commemorativa lliurada als membres de l'expedició a l'octubre del 1939.

Nova Suàbia (en alemany: Neuschwabenland) va ser el nom donat per l'Expedició Antàrtica Alemanya del 1938-1939 (Alemanya nazi) a una part de l'Antàrtida situada a la Terra de la Reina Maud. Devia el seu nom al vaixell de l'expedició MS Schwabenland, que portava el nom de l'antic estat alemany de Suàbia.
El territori de prop de 600 000 km² es localitza en la costa aproximadament del 12° Oest fins al 18° Est i entre el 70° i 75° Sud dins de la Terra de la Reina Maud, una reivindicació costanera indefinida de Noruega realitzada el 1939 arran d'aquesta expedició alemanya. L'àrea de Nova Suàbia no va ser definida exactament, per la qual cosa altres publicacions la situen de l'11° 30' Oest fins al 20° Est i entre el 69° 10' i 76° 30' Sud.

## Primeres expedicions alemanyes
Com molts altres països Alemanya va enviar diverses expedicions a l'Antàrtida a la fi del segle xix i a la primeria del segle xx. A la fi del segle xix es van fer expedicions en l'oceà Glacial Antàrtic, les illes Gòrgies del Sud, les Kerguelen, i Crozet. Aquests viatges tenien l'estreta col·laboració científica d'altres països. Tanmateix, a partir de les acaballes del segle xix, els alemanys van començar a centrar els seus interessos en l'Antàrtida pròpiament dita.
L'expedició de Gauss va ser la primera expedició alemanya al continent antàrtic, i es va dur a terme entre 1901 i 1903. Dirigida pel veterà professor de geologia Erich von Drygalski, va ser la primera a utilitzar un aeròstat a l'Antàrtida. També es va descobrir i va anomenar la Terra de l'Emperador Guillem II. La segona expedició antàrtica alemanya (1911-1912), dirigida per Wilhelm Filchner, tenia per objectiu de travessar l'Antàrtida per a determinar si la península antàrtica estava unida al continent o separada. No es va aconseguir ni tan sols a encetar el viatge a través de l'Antàrtida, però l'expedició va descobrir i va anomenar la costa de Luitpold i la barrera de gel de Filchner. Una flota balenera va sortir d'Alemanya el 1937 i quan va tornar a la primavera del 1938, es va elaborar el pla per a una tercera expedició a l'Antàrtida.

## Expedició a Nova Suabia

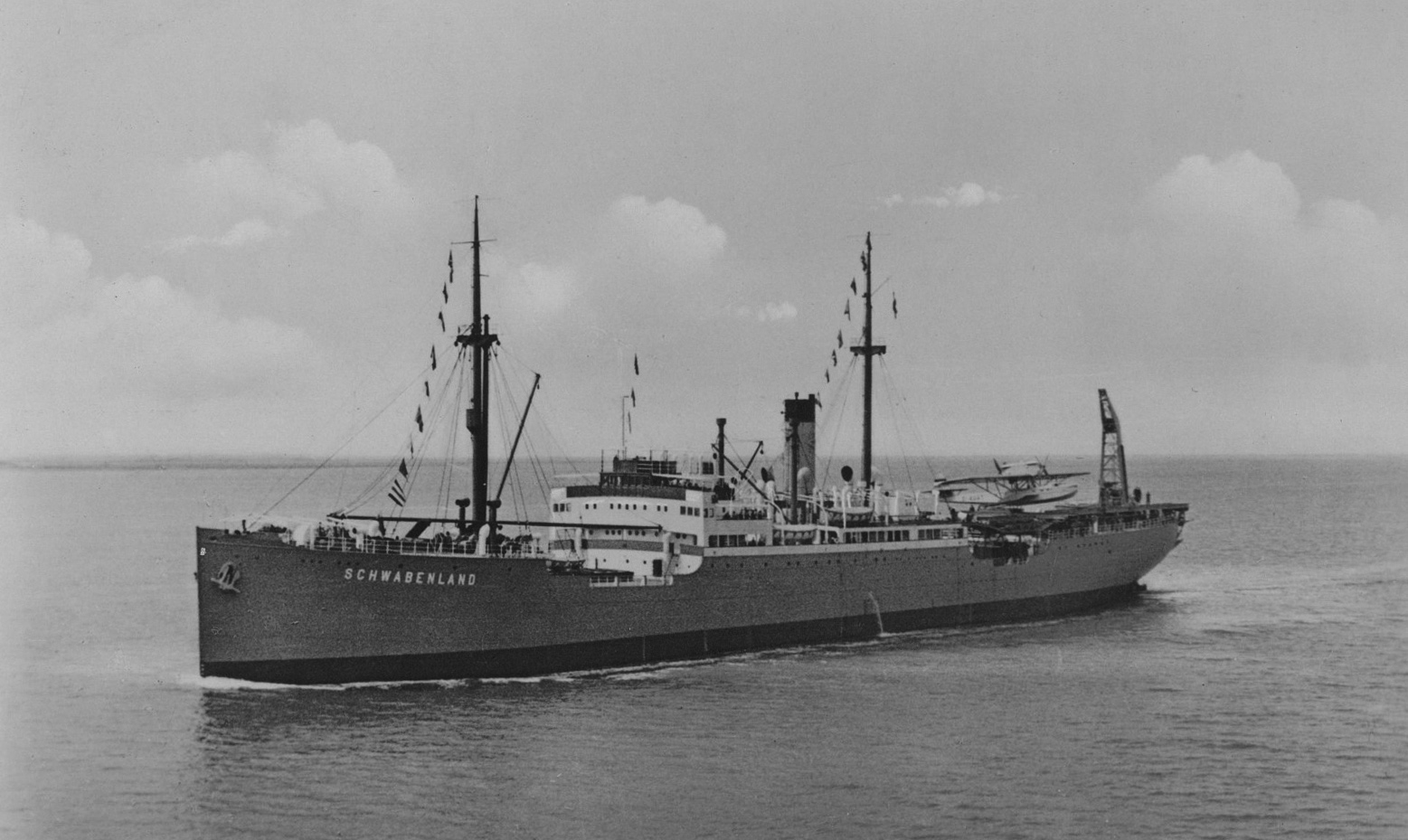
MS Schwabenland el 1938.

El capità Alfred Ritscher va dirigir la tercera expedició antàrtica alemanya (1938-1939). El propòsit principal era d'assegurar una àrea a l'Antàrtida per a una estació balenera, com a part d'un pla per a augmentar la producció de greix animal d'Alemanya. L'oli de balena era llavors la matèria primera més important per a la producció de margarina i sabó a Alemanya, i els alemanys eren, a més, el segon comprador més gran d'oli de balena noruec, car n'importaven anualment vora 200 000 tones. A més del desavantatge de ser molt dependent de recursos estrangers, la imminència de l'entrada d'Alemanya en un nou conflicte va ser una pressió per als investiments alemanys a l'exterior. Un altre objectiu era de cercar un lloc per a una possible base naval.
El 17 de desembre de 1938 l'expedició de Nova Suàbia va partir en secret d'Hamburg cap a l'Antàrtida a bord del MS Schwabenland, un carguer capaç de transportar i catapultar avions que va ser adaptat per a l'expedició antàrtica a la tardor del 1938 a les drassanes d'Hamburg amb un cost d'un milió de marcs alemanys. El vaixell tenia a més amb una estació meteorològica. L'expedició tenia 33 membres, a més de la tripulació del Schwabenland, composta per 24 persones. El 19 de gener dell 1939 la nau va arribar a la Costa de la Princesa Marta a la Terra de la Reina Maud, va establir una base temporal i va començar a fer un reconeixement cartogràfic de la regió. En les setmanes següents es van fer quinze vols a bord de dos hidroavions de 10 tones Dornier Do J anomenats Passat i Boreas sobre una àrea de prop de 600 000 quilòmetres quadrats. els avions tornaven al vaixell mitjançant una grua. El resultat van ser més de 16.000 fotografies aèries. Tanmateix, aquestes fotografies han demostrat ser inútils com que consistien en imatges de paisatges blancs, sense la indicació de la latitud o de la longitud. Noruega tenia interès en l'àrea i el 14 de gener de 1939 va proclamar la seva sobirania sobre les costes i mars de la Terra de la Reina Maud.
Per a afirmar la presència alemanya sobre Nova Suàbia es van col·locar tres banderes al llarg de la costa i tretze marques més van ser col·locades a l'interior amb viatges aeris a intervals de 30-40 km. Aquestes marques eren pals d'alumini de 1,2 metres d'altura amb un con de 30 cm d'acer amb una esvàstica en la part superior, que van ser provades prèviament a la glacera Pasterze a Àustria. També hi va haver un equip de reconeixement per terra al llarg de la costa encarregada de registrar la geografia de la zona. L'expedició també va albirar per aire la presència de fonts termals (on posteriorment a la dècada dels anys seixanta es va descobrir vegetació) en l'oasi Schirmacher, on ara es localitza l'estació índia Maitri i la russa Novolàzarevskaya. El lloc va ser anomenat en honor del capità Richardheinrich Schirmacher que va dirigir el vol poc abans de la partida del MS Schwabenland cap a Alemanya el 6 de febrer del 1939, i és part de la falla geològica de l'Atlàntic. Al seu viatge de retorn van fer estudis oceanogràfics prop de l'illa Bouvet i de Fernando de Noronha, i arribaren a Hamburg l'11 d'abril del 1939.
Dues expedicions més van ser programades pel 1939-1940 i 1940-1941. S'esperava que aquestes cerquessin més territoris per a la pesca de balenes i, sobretot, que servissin per a ampliar la zona reivindicada per Alemanya en el continent. La segona expedició també inclouria algunes expedicions militars, que investigarien, probablement, la viabilitat de l'establiment de bases navals amb les quals Alemanya pogués controlar l'oceà Atlàntic sud i l'oceà Índic juntament amb el passatge de Drake. Tots dos projectes van ser cancel·lats per l'esclat de Segona Guerra Mundial.
El 13 de gener del 1941 escamots alemanys del vaixell corsari Penguin van abordar i van capturar 2 bucs fàbrica noruecs que es trobaven prop de la costa de Nova Suàbia al 59° Sud i 2° 30' Oest. L'endemà van capturar 3 vaixells noruecs més i 11 baleners.

## Estacions de recerca
El nom de Neuschwabenland o Nova Suàbia encara és utilitzat en alguns mapes per a designar la regió, així com encara arriben a emprar-se diversos dels noms alemanys donats a alguns punts geogràfics d'aquesta zona.
Hi ha actualment en Nova Suabia cinc estacions de recerca permanents i algunes estacions que estan ocupades solament a l'estiu austral. La base alemanya Neumayer III se situa en el nord-oest de Nova Suàbia. L'estació de Sud-àfrica dita SANAE IV es troba en el cim del nunatak Vesleskarvet. La noruega Troll va ser a l'origen una estació d'estiu i el 2004 esdevingué una estació permanent, i és al nord-oest de la cadena de Mayr. En l'oasi de Schirmacher en el nord-est, es troba l'estació Maitri de l'Índia i la de Rússia dita Novolàzarevskaya. Pels volts de l'estació russa el 1976 la República Democràtica Alemanya va construir la Base Georg-Forster, que el 1996 va ser completament desactivada per raons de cost. L'alemanya Base Kohnen en l'altiplà polar a 2892 msnm està oberta sols a l'estiu.

## Teories conspiratives
Nova Suàbia ha estat objecte de diverses teories conspiratives durant dècades. La més difosa postula que després de l'expedició alemanya del 1938 al 1939 una enorme base militar va ser construïda a Nova Suàbia, on el1945 s'haurien retirat tropes nazis i militars d'alt rang. Base que hauria estat cercada infructuosament pels Estats Units i el Regne Unit en secret durant dècades. Aquesta teoria suposa que les tropes nazis van sobreviure en oasis termals de Nova Suàbia, que li fornien energia i calor. Aquesta teoria ha donat lloc al fet que sovint s'esmenti Nova Suàbia com una reclamació territorial alemanya a l'Antàrtida, però no és clar si va existir cap reivindicació territorial d'aquest país allí. Fonts noruegues afirmen que Alemanya hauria anunciat la formació d'un Sector Antàrtic Alemany a l'agost del 1939, entre el 4° 59’ I i el 16° 30’ I i fins al 75° S.